# Camptotypus disgrex
Camptotypus disgrex är en stekelart som först beskrevs av Tosquinet 1903.  Camptotypus disgrex ingår i släktet Camptotypus och familjen brokparasitsteklar. Inga underarter finns listade.